# Myotis chinensis
Myotis chinensis é uma espécie de morcego da família Vespertilionidae.
Pode ser encontrada nos seguintes países: China, Hong Kong, Myanmar, Tailândia e Vietname.